# نادی‌دوبسا
نادی‌دوبسا (به مجاری:  Nagydobsza) یک شهرداری در مجارستان است که در ناحیه سیگت‌وار واقع شده‌است. نادی‌دوبسا ۱۳٫۲۳ کیلومتر مربع مساحت و ۶۸۶ نفر جمعیت دارد.